# Luigj Gurakuqi
Luigj Gurakuqi, född 19 februari 1879 i Shkodra, Albanien, död 2 mars 1925 i Bari, Italien. Han spelade en framträdande roll under den albanska nationella frihetskampen.
Gurakuqi var en förkämpe för albansk självständighet under början av 1900-talet. Han föddes i Shkodra där han studerade som ung. Han slutförde sedan sina studier vid NNeapels universitet Federico II i Italien, bl.a. som student hos Jeronim De Rada. Under pseudonymerna Cakin Shkodra och Leka Gruda skrev han poesi i albanska tidningar som Albania, Drita, Kalendari-kombëtar, Liria e Shqipërisë och La Nazione Albanese.
1908 återvände Gurakuqi till Albanien och fick en viktig roll i den albanska rörelsen för självständighet. Han deltog i Manastirkongressen och var den första rektorn för den albanska skolan Shkolla Normale i Elbasan. Han stod bakom Ismail Qemali när denne förklarade Albanien självständigt och var en av ledarna för att göra norra Albanien fritt från ockupanter 1911-1912.
Gurakuqi samarbetade också med Fan Noli och motarbetade Ahmet Zogus monarki. Gurakuqi mördades med hjälp av Zogus regim i Bari i Italien av sin kusin Baltjon Stambolla.
Luigj Gurakuqi fick titeln Hero i Popullit (Folkets hjälte) och Mësues i Popullit (Folkets lärare). Universitetet i hans hemstad Shkodër är döpt efter honom, Luigj Gurakuqi-universitetet.